# 私有貨車

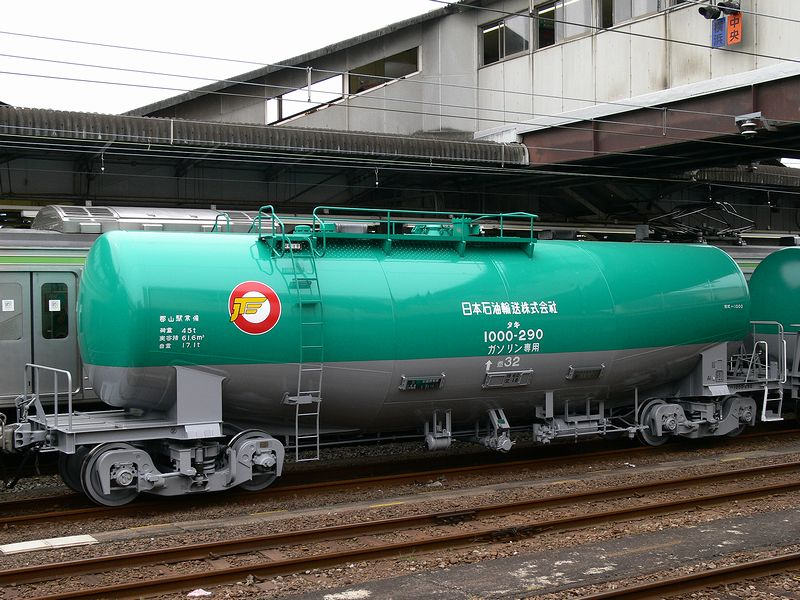
タキ1000形。日本石油輸送所有のタンク車で、所有者名と社章が車体に標記されている。

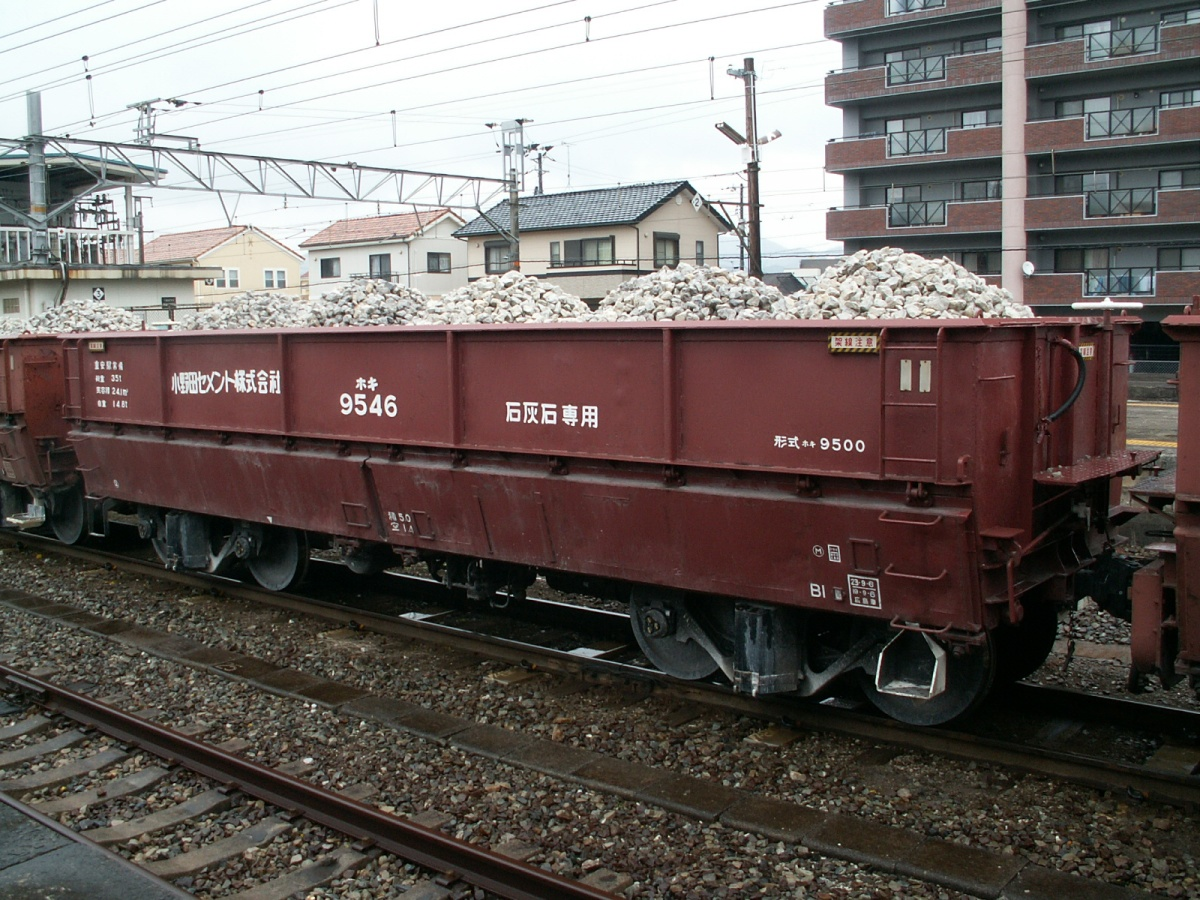
ホキ9500形。小野田セメント（現：太平洋セメント）所有のホッパ車

私有貨車（しゆうかしゃ）とは、鉄道事業者以外の一般企業等が固有の財産として所有し、車籍のみを各鉄道事業者が編入・管理している貨車のことを指す。

## 概要
元々は国鉄（鉄道省 - 日本国有鉄道）、つまり国が保有する貨車に対して、民間企業の財産であることからこう呼ばれるようになった。ただし、民間企業でも鉄道事業者（私鉄）が所有する場合、通常、これの範疇には入らない（ただし、民間企業が所有する貨車を私鉄に車籍編入した場合は、「私鉄に車籍を有する私有貨車」ということになる）。同様に、現在の日本貨物鉄道（JR貨物）が所有する貨車もこの範疇の外になる。逆に、国や地方公共団体の機関であっても、鉄道省 - 運輸省の管轄、また地方自治体の公共交通を専門とする機関・部局（例えば、交通局など）以外がこれを所有する場合は、私有貨車と位置づけられた。
なお、積荷を降ろした状態の空車を回送する際は甲種車両輸送扱いとなる。積荷を発送することがない駅（例・油槽所に隣接する駅）において発送貨物があるのはこのためである。
原則として、特定の荷主（例・石油元売会社）が特定の積荷（例・ガソリン）を特定の区間（例・臨海部の製油所→需要地の蓄積所）で運送するために所有するもので、積荷の特性に合わせた形状・機能を持つものがほとんどである。そのため、車種としては専用のタンク車、ホッパ車、大物車といったものが大半を占める。ただし、経済活動の多様化によってさまざまな輸送形態が存在するため、汎用の有蓋車、無蓋車、コンテナ車は原則として私有貨車の製作は認められていないが、例外的に製作される場合もある。両数としては、石油類を輸送するためのタンク車が最も多い。
車両は当然企業ごとに異なっており、車籍編入する際に形式毎に整理されるが、大物車のように一形式が1両のみとなるものや、タキ1900形のようにタンク車では一形式が1000両以上になってしまうものもある。

## 私有貨車が設定された車種
タンク車
私有貨車の大部分はタンク車である。積荷は石油類や高圧ガス、セメントなどの粉粒体などさまざまである。
ホッパ車
セメントなどの粉粒体や鉱石などを輸送する。1952年、小河内ダム建設用に製作されたタキ2200形が私有貨車初のホッパ車である。当初は暫定的にタンク車に分類されたが、1953年にホッパ車が制定され、ホキ1形（初代）に改番されている。
石炭車
大正〜昭和初期に在籍した足尾銅山の泥鉱輸送用のセ1形・セ600形の2形式のみ。当時はホッパ車という車種がなかったため、石炭車に分類されていた。
大物車
変圧器や発電機などを輸送する。中には新幹線車両の甲種輸送時の控車として使われるものもある。かつては鉄道車両の車体や銑鉄を輸送するものなども存在した。
車運車
1960年代に自動車メーカー各社が新車輸送用の車運車を所有していたが、ク5000形が標準化すると新車輸送用は一旦途絶えた。その後、国鉄末期からJR移行後にピギーバック輸送用の貨車が製作されたが、2002年までに全廃されている。
長物車
現存するものはレール輸送用のJR貨物チキ5500形のみ。国鉄継承のチキ5500形に準じて製作されているが、台車・車体などはコキ100系に類似しており、全くの別物である。かつては形態上のコンテナ車である生石灰積コンテナ専用のチキ80000形とMDI積コンテナ専用のJR貨物チキ1000形が存在したが、コンテナ車の扱いになると運賃が割高になり、国鉄・JR貨物がコンテナ車の私有を認めなかったため、車籍編入の条件として特定コンテナを専用とする長物車に分類されている。
コンテナ車
前述のとおり、私有貨車のコンテナ車は原則として認められていないが、さいたま新都心の建設残土コンテナ輸送に使用されたコキ104形5000番台が転用を見込んで例外的に製作されたのみ。輸送終了後はJR貨物に譲渡され、他車と混用されている。
無蓋車
現存するものは亜鉛精鉱用のJR貨物トキ25000形のみ。従来使用されていた国鉄継承のトキ25000形の置き換え用として製作され、国鉄継承のトキ25000形に準じて製作されているが、台車・車体などは全くの別物である。かつては大型板ガラス用のトキ80000形や私鉄買収車として軽便線用にケト900形が存在した。
有蓋車
汎用貨車であるため、私有貨車の製作は認められていないが、例外的に航空機用の爆弾及び魚雷輸送用にワキ700形が製作されたのみ。日本海軍が所有していたが、敗戦後は海軍がなくなったため、その財産を継承した大蔵省の所有となり、1958年に国鉄に譲渡された。
鉄製有蓋車
袋詰めセメント用のテキ1形（2代目）とテキ200形のみ。車籍編入の条件として国鉄貨車との競合を避けるため、運用区間を限定することとしていた。

## 日本における私有車の事例

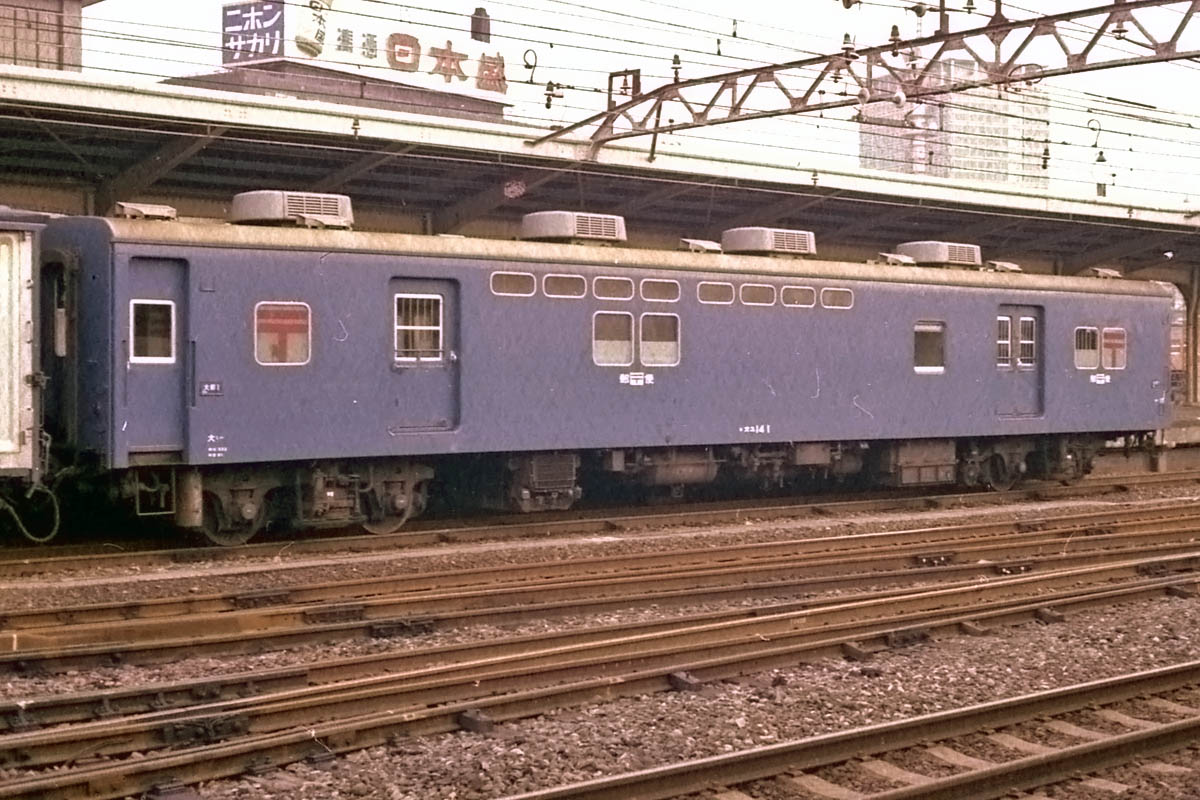
オユ14形。郵政省所有の郵便車

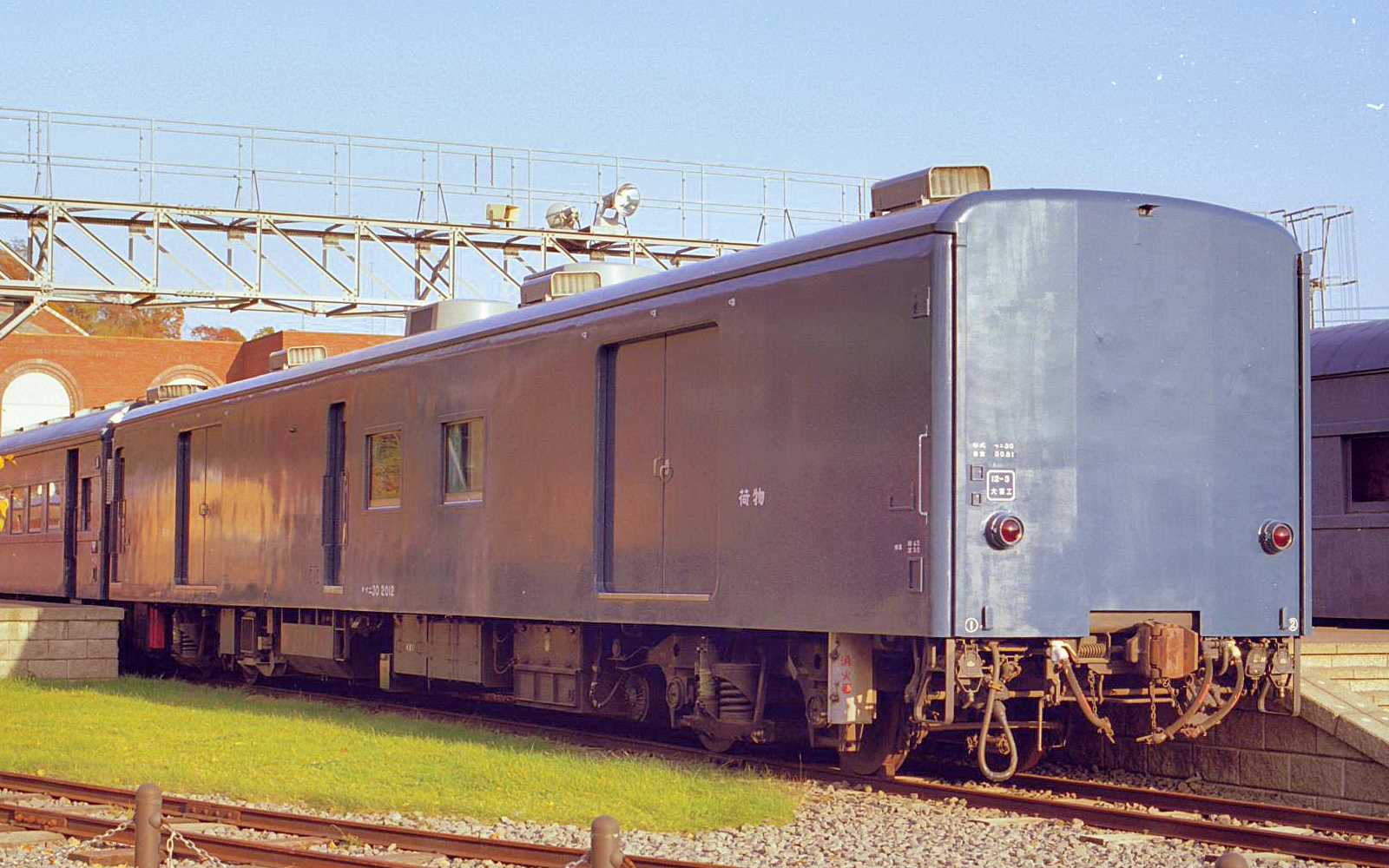
マニ30形。日本銀行所有の現金輸送用荷物車

車種も貨車に限らず、私有客車、私有電車、私有気動車も存在する。例えば、1986年まで存在した郵便車（合造車を除く）は原則として郵政省の所有であり、日本銀行所有の現金輸送用荷物車（マニ30形客車）も2004年まで運用されていた。山形新幹線の新幹線400系電車や、JR北海道キハ261系気動車などにも第三セクターの私有車が存在する。
また、機関車についても、専用線の分岐駅等で鉄道事業者線に乗り入れる場合や、所有者である民間企業等の貨物を専用に輸送させる場合等に、民間企業等が所有する機関車をその鉄道事業者へ車籍編入するケースがあり、これも私有貨車等と同じ趣旨の「私有機関車」である。「私有機関車」には、この他、メーカーが独自に製造した機関車を試用する為国鉄-JRの車籍が与えられたものがある。大型高速のディーゼル機関車の技術開発の黎明期によく見られたが、1993年のED500形電気機関車(所有は日立製作所)を最後に、途絶している。

## 私有貨車の形式一覧

### 私鉄に車籍を置く車両

#### 秩父鉄道
- テキ100形

#### 東武鉄道
- ホキ101形貨車

#### 西武鉄道
- テキ401形貨車

#### 大井川鐵道
- cシキ300形貨車
- cトキ200形貨車
- cト100形貨車
- cワフ0形貨車